# ジョサイア・ハーラン

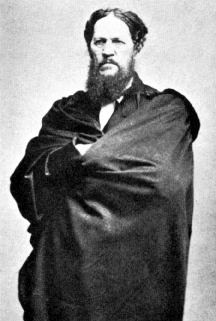
アフガンのローブを羽織ったジョサイア・ハーラン

ジョサイア・ハーラン、 ゴール王子（Josiah Harlan、1799年6月12日 - 1871年10月21日）は、アフガニスタンとパンジャーブで王になろうとしたアメリカ人の探検家である。ハーランは現地で地方政治と軍事活動に関与し、軍事支援と引き換えにゴール王子の称号を彼自身とその子孫が得ることになった。ハーランはラドヤード・キプリングの短編小説『王になろうとした男』のモデルとされる。

## 幼年時代
ジョサイア・ハーランは、ペンシルベニア州チェスター郡で生まれた。両親のジョシュア・ハーランとサラ・ヒンチマンはクエーカーで、ジョサイアと9人の兄弟は厳格的な家庭で育てられた。父親はフィラデルフィアの貿易ブローカーで、息子たちの何人かは貿易企業に勤めるようになった。
13歳の時母親が亡くなり、ジョサイアは読書に没頭するようになった。ハーランが15歳の時に医学書とプルタルコスの伝記を読んだ、と当時の記録に残っている。彼はラテン語とギリシア語を読み、フランス語を流暢に話すことができた。また、植物学に深い情熱をもっていた。古代ギリシアと古代ローマの歴史を学び、特にアレクサンダー大王の物語に強い興味をもった。

## 最初の探検
1820年、ハーランは最初の探検に出かけた。父親は彼のために東側行きの商船の船乗員を確保し、インドのカルカッタ、中国の広州へ出航した。この最初の探検から帰った後、次の探検に備えている間に彼は恋に落ちた。次の探検から帰ったあとに結婚する約束をしたが、カルカッタにいるときに婚約者が約束を破り別の人と結婚した知らせを受けた。この知らせを受け、ハーランはアメリカへ帰国しないことを誓った。そして、その代わりを東側への探検に求めた。1824年7月、イギリス東インド会社に外科医として入隊した。東インド会社は当時ビルマとの戦争前で、外科医が不足していた。海上で彼は独学といくつかの実践で経験を積んで医師会に出頭して試験を受け、カルカッタ総合病院の外科医に任命された。1825年1月から負傷または病気で離脱するまで、ビルマで軍に勤めた。その間の1826年にヤンダボー条約が締結され終戦した。ハーランは回復後、デリーの北の町カルナルに赴任したが、1826年夏に東インド会社から去った。そして一般人としてインドに留まった。

## アフガニスタン入国
シムラーに滞在した後、イギリスとパンジャーブの境界線であるサトレジ川の最先端であるルディヤーナーへハーランは移った。パンジャーブのマハラジャであるランジート・シングの下に入ることを決めた。パンジャーブに入る要請の返事を待っている間、追放されたドゥッラーニー朝のシャーであるシュジャー・シャーと会い、結局その下に入った。シュジャー・シャーからの財政援助を得て、ハーランはインダス川に沿ってアフガニスタンのペシャーワルからカーブルへ入った。そして彼は追い出そうとしているドースト・ムハンマド・ハーンとカーブルで会った。
ペシャーワルでは、インド太守のジャバー・ハーン（ドースト・ムハンマド・ハーンの弟）と会った。ジャバー・ハーンは、ドースト・ムハンマドのライバルであるシュジャー・シャーから見ると同盟国として考えられる重要な人物である。ジャバー・ハーンの下に留まっている間、ハーランはドースト・ムハンマドの影響力があまりにも強いと理解した。そしてアフガニスタンの外部から影響を及ぼすことが必要だった。彼はパンジャーブでそれを探すことにした。

## ランジート・シングの配下時代
ハーランは、1829年にパンジャーブの中心地であるラホールへ行った。そこでフランス人の探検家ジャン=フランソワ・アラードを探し、アラードはハーランをマハラジャのランジート・シングへ紹介した。マハラジャはハーランに軍の役職を与えようとしたがハーランは断ったため、次にマハラジャはグジャラート州の知事を与えようとし、その前にハーランの能力を試すことにした。
1829年12月、ラホールのマハラジャに最近征服された2つの地区（ヌルプルとジャスロタ）の知事に赴任した。ハーランはここでは何をしたのかはほとんど判明していないが、おそらく成功したと思われ、1832年5月にグジャラートの知事へ移ることになった。グジャラートには、ハーランが赴任してすぐに有能で勇敢だとされるイギリス人のヘンリー・ローレンスが来た。
ヨーロッパ人の知事が任命されることは珍しかったが、ハーラン一人というわけでもなかった。ハーランの同僚であるパオロ・ダイ・アヴィタービルはワジーラバードの知事となり、ジャン=バティスト・ベンチュラは1831年にデラガジカーンの知事に任命された。ハーランは、ホームズという名前のイギリス人によってグラジャートの知事を順番に後を追われた。

## ゴール王子
1838年、ハーランはウズベクの奴隷商人とその司令官であるミュラッド・ベグに対して遠征をしかけた。それは、ドースト・ムハンマドがカーブルの外側へ力を延ばすことを支援したいことと、そもそも奴隷制度に反対であること、近代軍がヒンドゥークシュ山脈を横断できることを証明すること、といった複数の目的があわさったものだった。1,400人の騎兵と1,100人の歩兵、1,500人の補助人員、2,000頭の馬と400頭のラクダ、1頭の象を率い、ハーランは自分自身のことを現代のアレクサンダー大王だと考えた。そして若い息子とドースト・ムハンマドの秘書も連れて行った。
インドのコーカサス山脈の頂上でアメリカ国旗を掲げるなど、困難な道のりの後、ハーランは奴隷商人を恐れている地元のハザーラ人を軍に補強した。最初の大きな戦闘は、タジク人奴隷商人に管理される砦の短い包囲だった。ハーランの大砲は要塞を片付け、このパフォーマンスの結果、地元の人々はハーランを支持するようになった。
地元の統治者のうち、最も強力で野心的なのは、ゴール王子（現在のアフガニスタンの中央から西部分の地域を支配下としていた）ことムハンマド・レフェ・ベグ・ハザラである。ハーラン達は彼らに10日間世話になり、その間に彼らの注目に値する近代的な規律と組織を観察した。レフェたちの文化は、その地域では珍しく奴隷制度は存在せず、男女平等にハザラを賞賛した。ハーランはレフェと協定を結び、ハーランとその相続人は永久にゴール王子となった。その返礼に、ハーランはゴールの力を拡大するため、軍をあげて訓練した。ハーランがカーブルに戻ったとき、第一次アフガン戦争のためイギリス軍が到着していた。ハーランはイギリス軍にとって好ましくない存在であったため、アフガニスタンを去ることにした。

## 帰途
アフガニスタンを出発した後、ハーランは短い間ロシア帝国に滞在した。彼のことをイギリスで知っている女性が、彼はロシアの農民が向上することを手伝うことができる経験豊かな管理者であると手紙を送っている。しかし、彼は政府に連絡せずすぐにアメリカへ戻ることに決めた。
アメリカに帰国したハーランは、国民的英雄として祝福された。彼はプレスを相手に王位を失ったことを後悔していないことを言い、「アメリカ市民の尊敬すべき地位から見ると、王国と公国は軽薄に見える」と語った。彼の栄光は、インドとアフガニスタンでの回顧録を出版した後、急速に薄らいでいった。ハーランは、アフガニスタンを攻撃するイギリスの王制を卑劣であると攻撃した。最も憂慮すべきことは、ロシアがイギリス帝国を攻撃することを選択すれば深刻な被害を与えることができると、ハーランは記した。
ハーランはイギリスでは非難された。しかし、彼の本は「公式には信用されていないが、密かに歴史学者とイギリス軍によってテーブルの下で読まれた」とある歴史家が述べている。アメリカのプレスはハーランをこき下ろさなかったが、この論争により彼は他の本を出版できなくなった。
ハーランは資金が減ったこともあり、新しい仕事を始めた。アメリカ合衆国西部を開発するため、ラクダを輸入するようにアメリカ政府へ働きかけた。彼の本当の目的は、ラクダを注文するためにアフガニスタンへ行くことだった。ラクダは値打ちのある投資であると、政府に信じさせ、特にジェファーソン・デイヴィスの秘書に興味をもたせた。しかし、ラクダはアフガニスタンよりアフリカから輸入した方が安いことが判明した。アメリカの馬、ラバ、牛が攻撃的なラクダに対して嫌がるのをアメリカ陸軍がみつけ、1863年にラクダ部隊は解散した。ラクダはアリゾナで放たれた。
ハーランの次の仕事は、アフガニスタンのブドウを政府に買わせることだった。彼はこの準備に2年を費やしたが、南北戦争が近づいたことにより阻まれた。ハーランは連隊を率いていく予定だった。
常に奴隷制度に反対して彼は連隊をあげたが、彼は軍の手下と東洋の王子のような方法で仕事をすることに慣れていた。このことは軍法会議に触れ、年老いたハーランは健康問題もあって探検家としての活動を終了した。
彼はサンフランシスコで医者として働き、1871年に結核で死んだ。忘れられた存在だった。

## ポップ・カルチャー
- スコット・H・ライニガー - 1978年のホラー映画『ゾンビ』に出演したスター。ハーランの曾孫であり、ゴール王子の2004年現在の相続人である[6]。
- ハーマンは、ジョージ・マクドナルド・フレーザーの小説『Flashman and the Mountain of Light』に登場する。